# Palacio de Dolmabahçe
El palacio de Dolmabahçe (en turco: Dolmabahçe Sarayı [doɫmabahˈtʃe saɾaˈjɯ]) es un palacio emplazado en Estambul, Turquía, en la costa europea del Bósforo. El palacio sirvió de principal centro administrativo del Imperio otomano de 1853 a 1922, exceptuando un período de veinte años (1889-1909) en el que se usó el Palacio de Yıldız.

## Historia
El Palacio de Dolmabahçe fue el primer palacio de estilo neobarroco europeo en Estambul. Fue construido en tiempos del sultán Abdülmecid I entre 1842 y 1853, con un coste de cinco millones de libras de oro otomanas, el equivalente de treinta y cinco toneladas de oro. Catorce toneladas fueron usadas únicamente para adornar el techo en el interior del palacio. El candelabro de cristal de Bohemia más grande del mundo está en la sala del medio; años atrás, se pensaba que era un regalo de la reina Victoria, pero en 2006 se encontró un recibo que prueba que fue pagado en su totalidad por el sultán. La araña tiene setecientas cincuenta lámparas y pesa cuatro toneladas y media. El Palacio de Dolmabahçe tiene la mayor colección de candelabros de cristal de Bohemia y Baccarat; también la Escalinata de Cristal posee balaustres de cristal de Baccarat.
Dolmabahçe era en principio una bahía en el Bósforo que fue rellenada gradualmente durante el siglo XVIII (de ahí viene el nombre, dolma que significa 'lleno' y bahçe 'jardín') para servir de jardines imperiales, los favoritos de la monarquía otomana. Varios palacios de verano fueron construidos en la antigua bahía durante la XVIII y XIX centuria. El actual palacio fue construido entre 1842 y 1853 durante el reinado del sultán Abdülmecid I, donde se levantaba el palacio de Beşiktaş, por los arquitectos armenio-turcos Garabet Amira Balyan y su hijo Nigogos Balyan. Los sultanes trasladaron su residencia a este palacio, ya que el antiquísimo Palacio de Topkapı carecía de los modernos lujos que el Palacio de Dolmabahçe sí que podía proveerles. 
El palacio se divide en tres zonas. Por un lado, el Mabeyn-i Hümâyûn (o Selamlık; las habitaciones reservadas a los hombres), el Muayede Salonu (las habitaciones ceremoniales) y el Harem-i Hümâyûn (el Harén; que incluía los apartamentos de la familia del Sultán). La zona del Palacio abarca 45 000 m² y posee 285 habitaciones, 46 salones, 6 hamam y 68 cuartos de baño. La famosa Escalinata de Cristal tiene forma de doble herradura y fue construida con cristal de Baccarat, latón y caoba. El palacio tiene gran número de alfombras de Hereke, elaboradas en la Fábrica Imperial de Hereke. También se pueden contemplar alfombras de piel de oso, de más de 150 años, que fueron un regalo del Zar de Rusia al sultán.
En la actualidad, el palacio está administrado por la Dirección de Palacios Nacionales (Milli Saraylar Daire Başkanlığı). El Museo del Palacio de Dolmabahçe está abierto al público entre semana de 9:00 a 15:00, excepto lunes y jueves.

## Habitación de Atatürk
Mustafa Kemal Atatürk, el fundador y primer presidente de la Turquía moderna, ya con su salud muy deteriorada pasó en este palacio sus últimos años. Atatürk murió a las 9:05 a. m. del 10 de noviembre de 1938, en una habitación que ahora es parte del museo.

## Galería

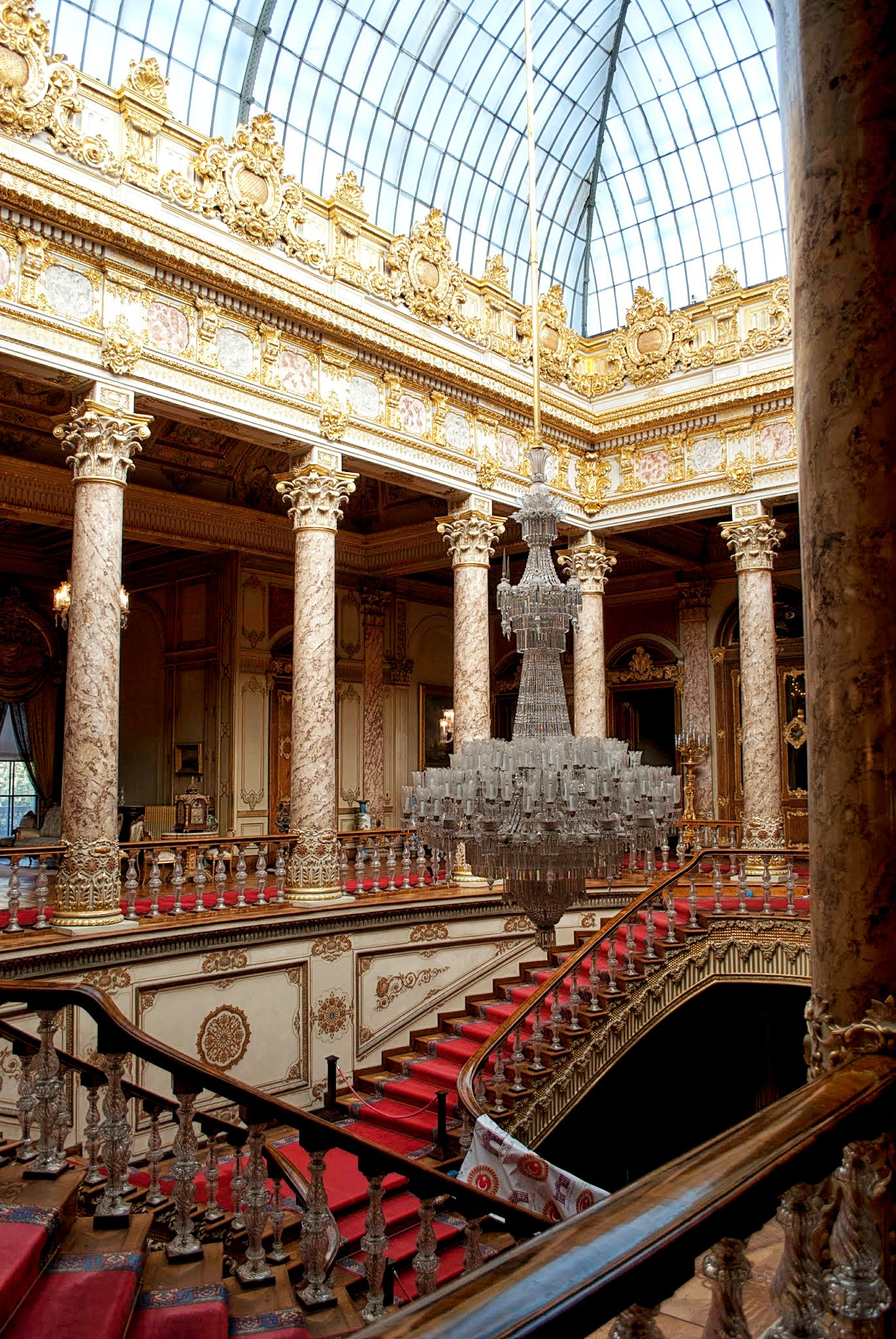
Escalinata de Cristal.
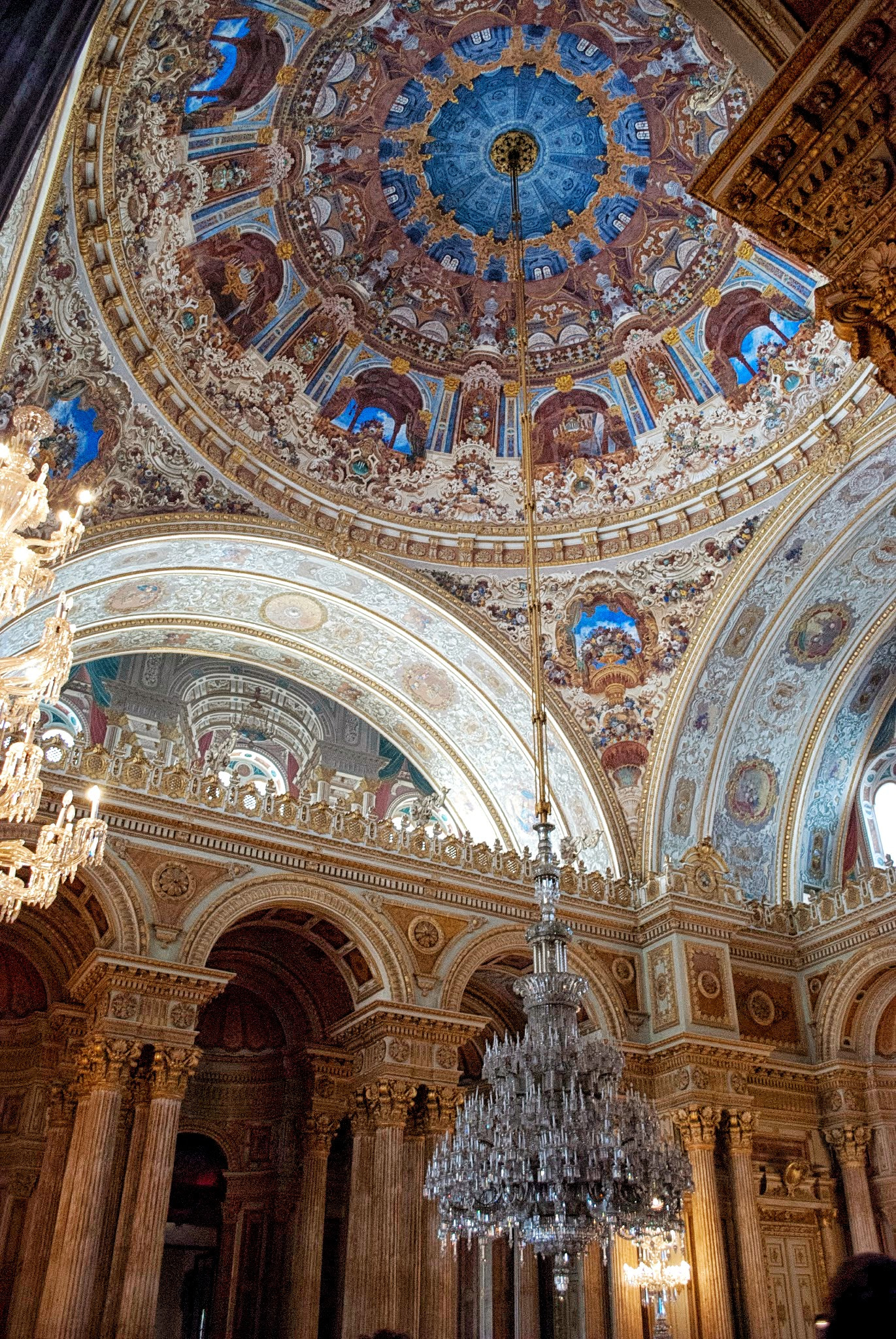
La sala principal.
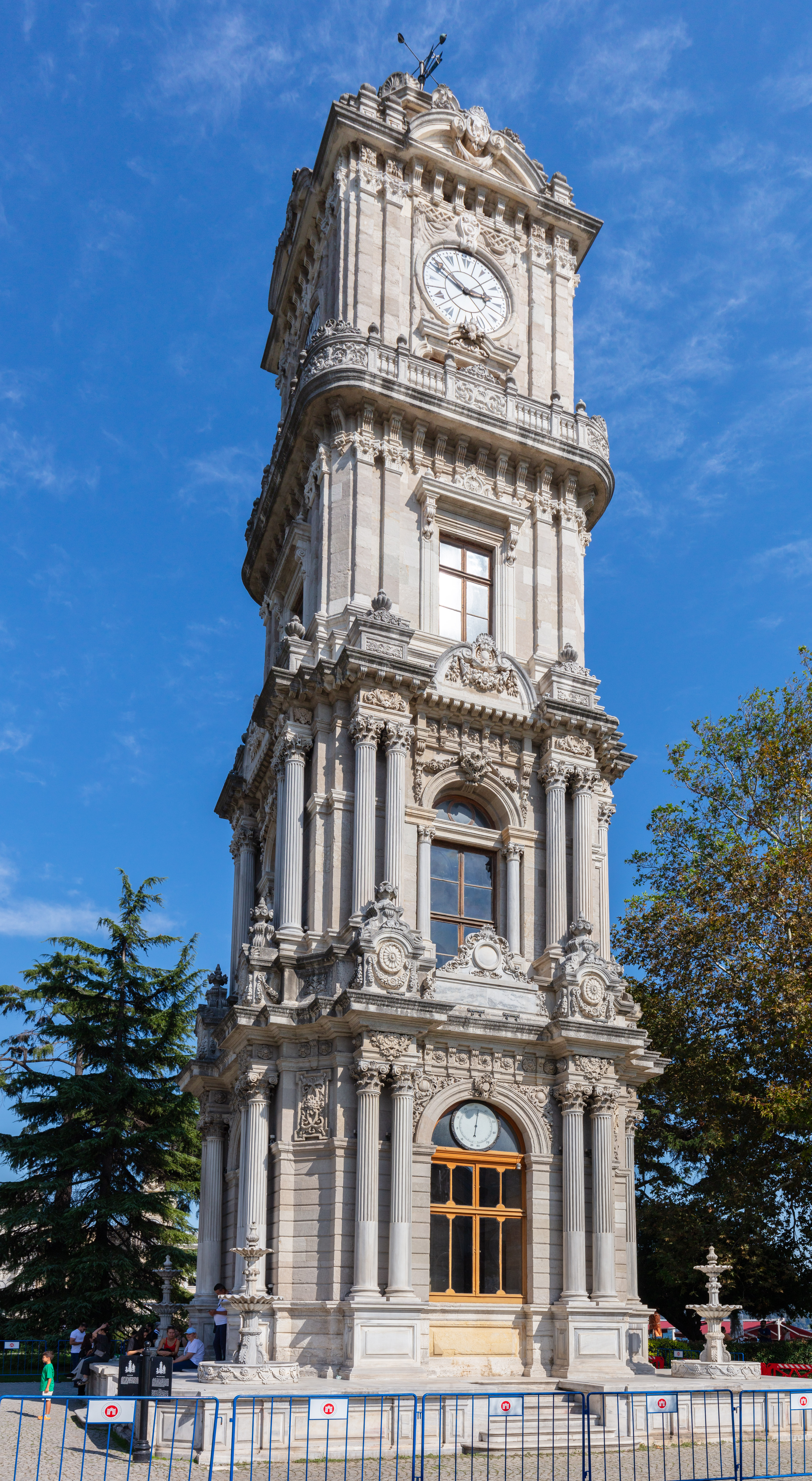
Torre del Reloj de Dolmabahçe.
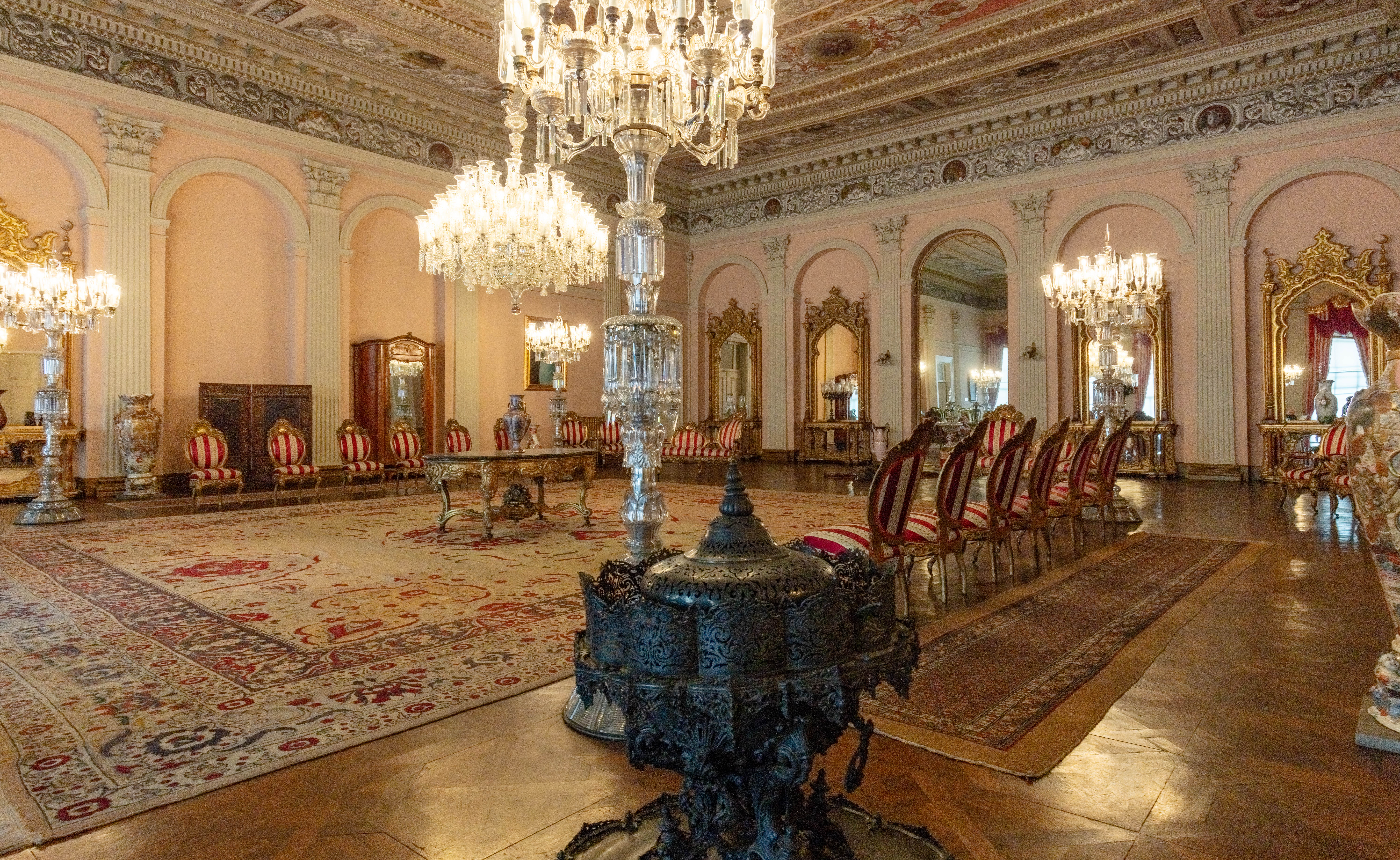
Salón rosa.
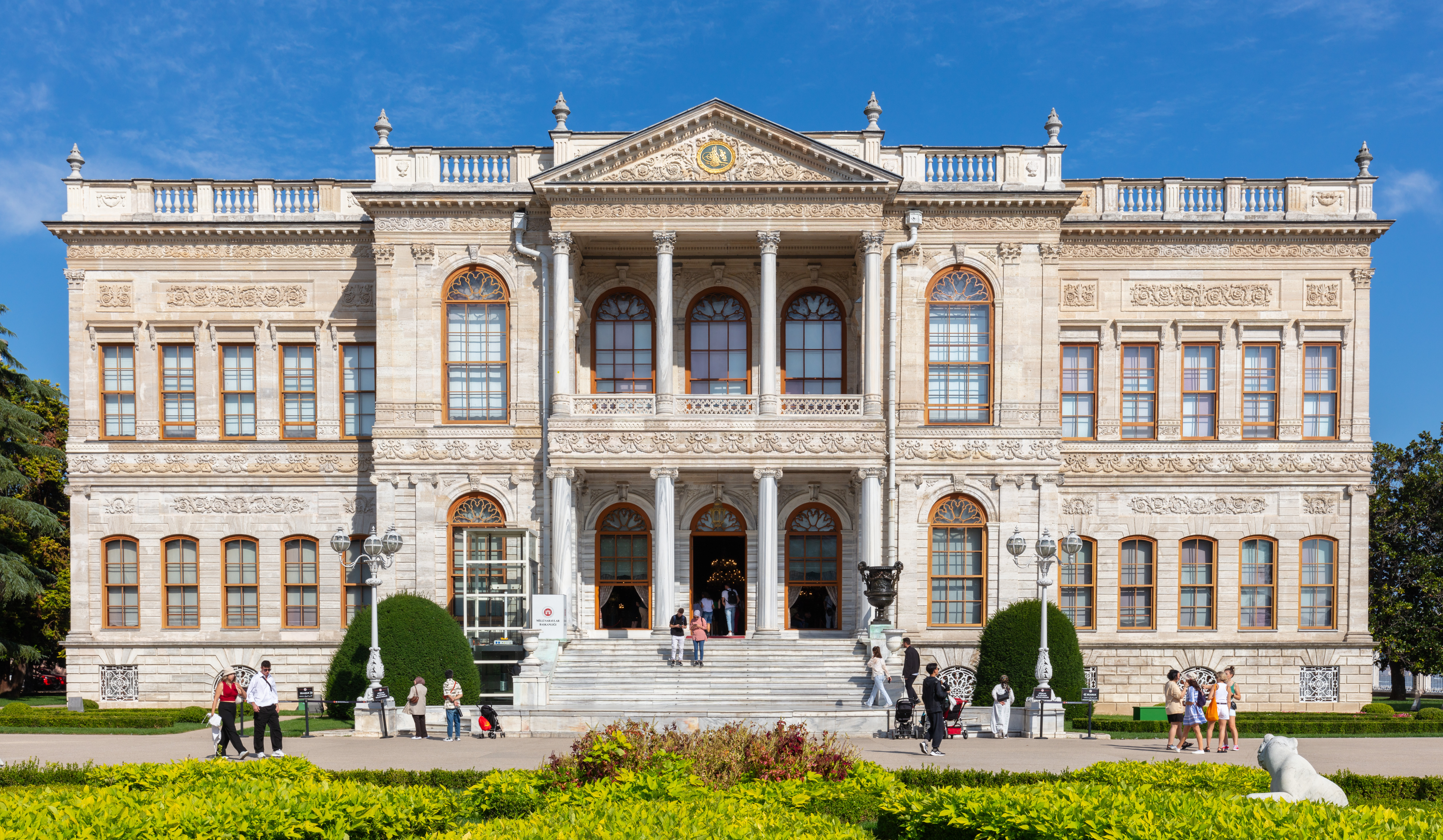
Fachada sur del Selamlık.
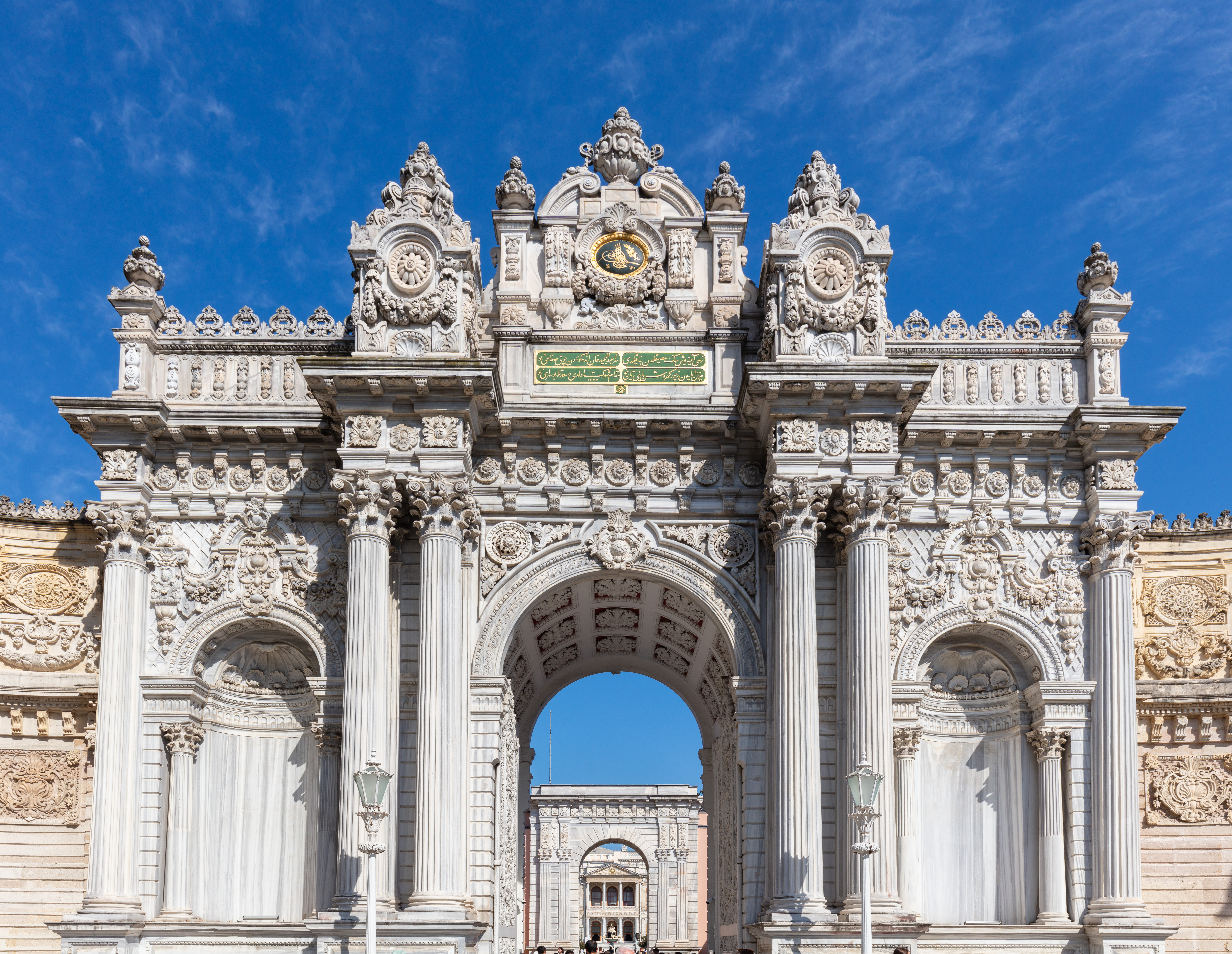
Puerta del Sultán (Saltanat Kapısı).
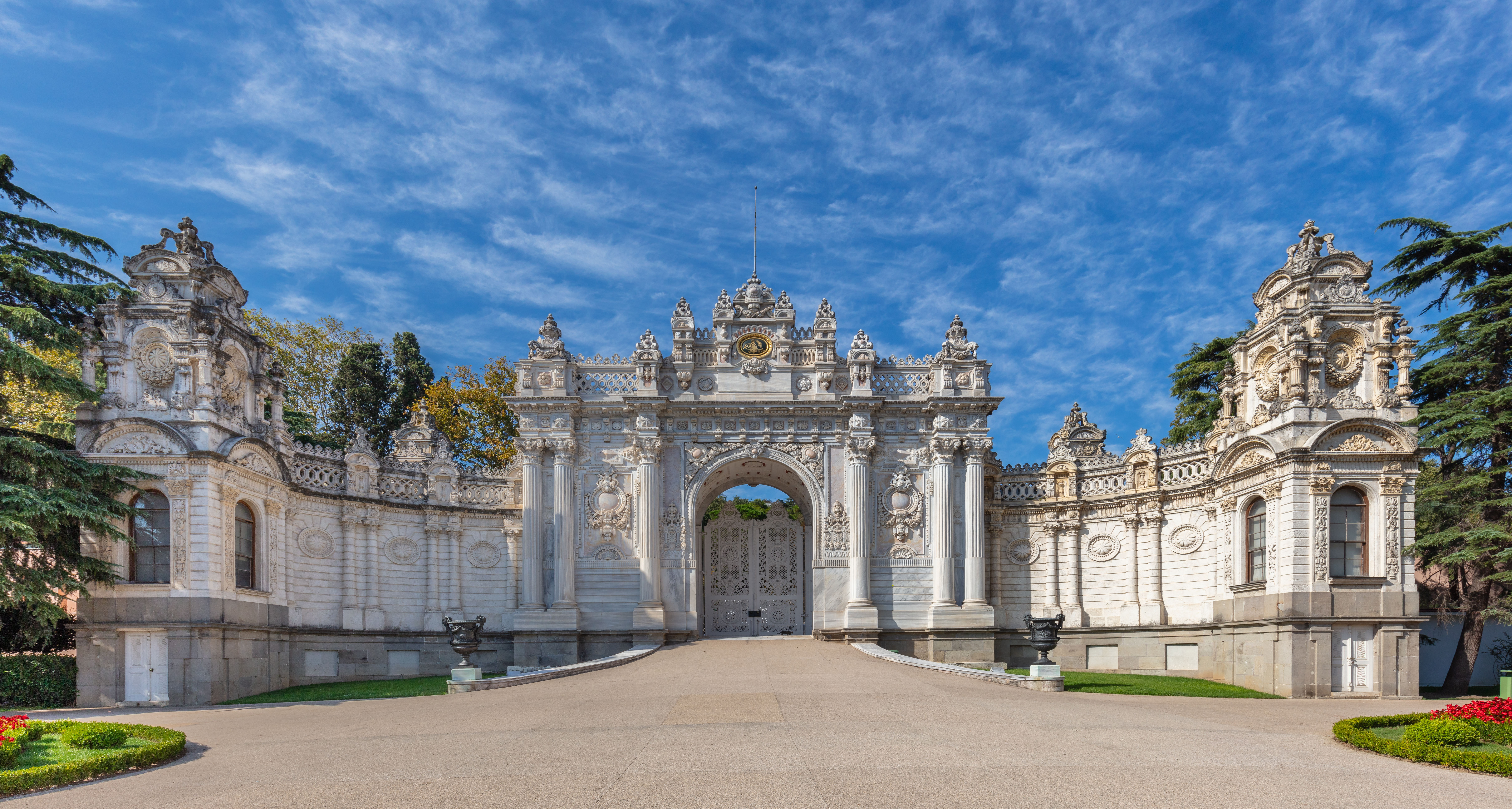
Puerta de la Tesorería (Hazine-i Hassa Kapısı).
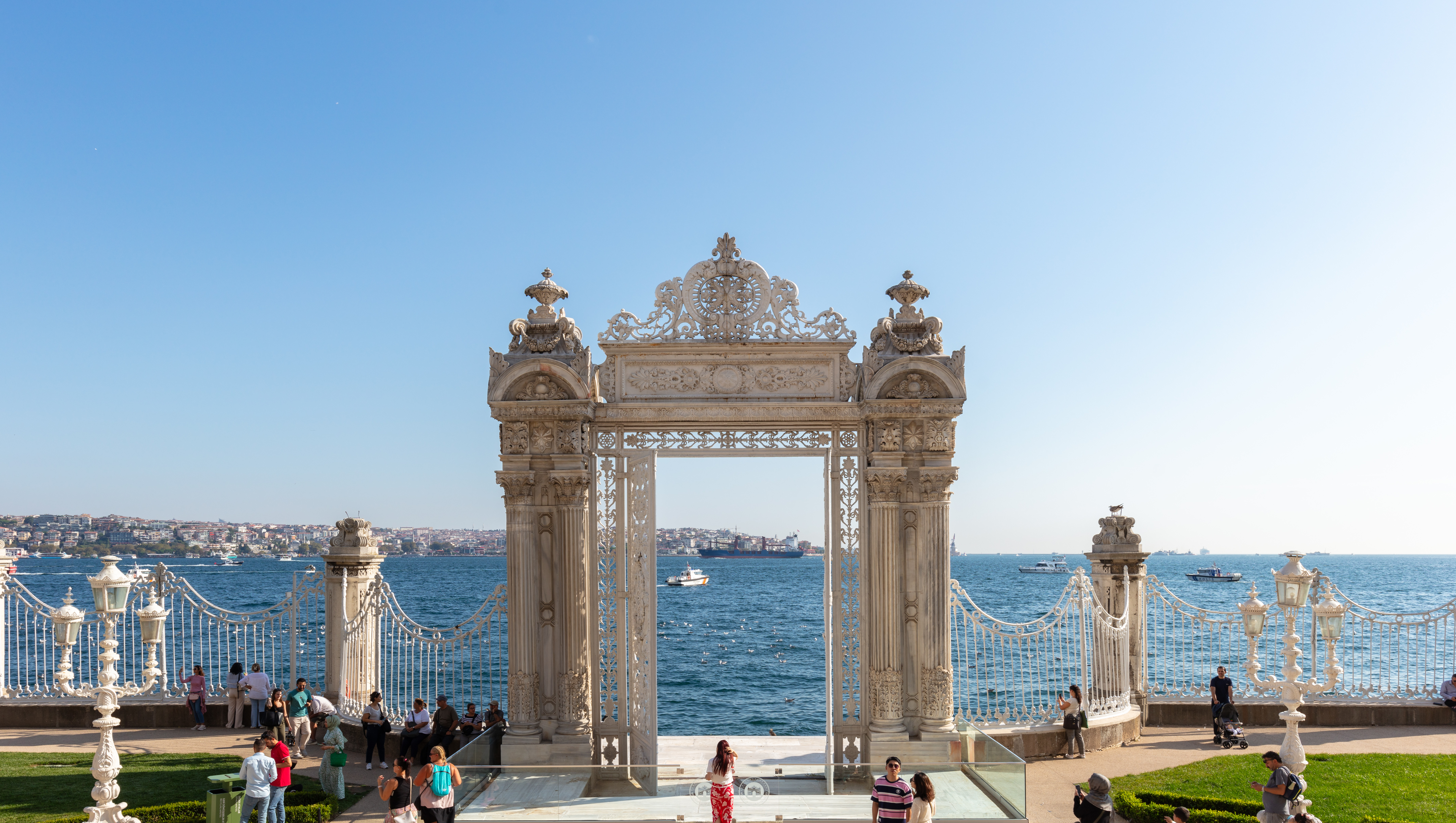
Puerta hacia el Bósforo.
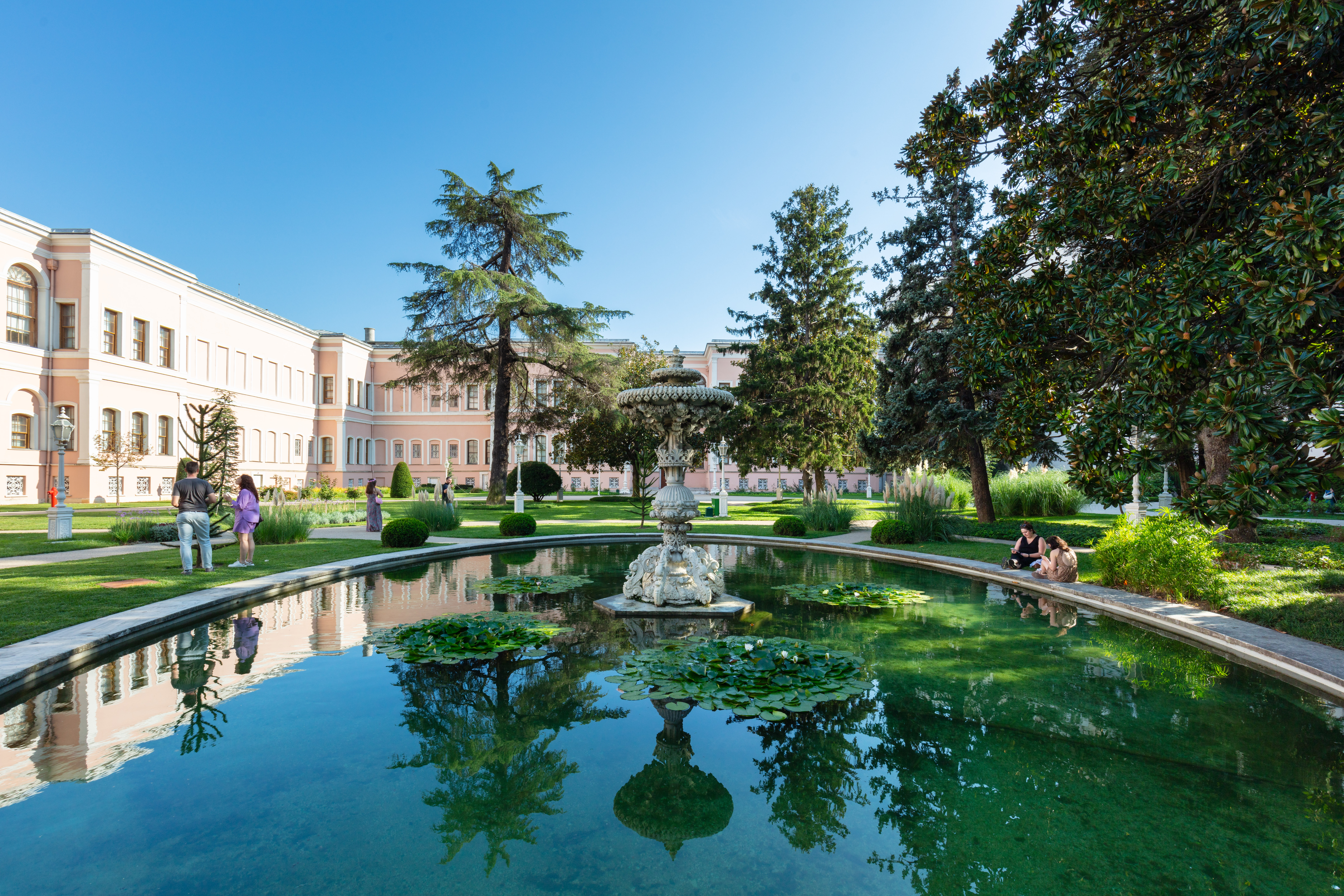
Jardines del Palacio.